# نورالدین الاتاسی
نورالدین الاتاسی (به عربی: نورالدین الاتاسی) (متولد ۱۱ ژانویه ۱۹۳۰ – متوفی ۳ دسامبر ۱۹۹۲) در کشور سوریه از تاریخ ۲۹ اکتبر ۱۹۶۸ تا ۲۱ نوامبر ۱۹۷۰ تصدی نخست‌وزیری سوریه را برعهده داشت.